# Бахрейнско-российские отношения
Российско-бахрейнские отношения — двусторонние дипломатические отношения между Россией и Бахрейном.

## Советско-бахрейнские отношения
Советский Союз установил дипломатические отношения с Бахрейном 29 сентября 1990 года.

## Экономические отношения
В мае 2007 года две страны объявили, что они будут совместно создавать новый финансовый институт, известный как «арабо-российский банк» с главной штаб-квартирой в Бахрейне.
В 2007 году был создан Российско-Бахрейнский Деловой Совет.

## Государственные визиты
В 2008 году король Бахрейна Хамад ибн Иса Аль Халифа посетил Москву, где встретился с президентом России Дмитрием Медведевым.
В 2016 году Хамад ибн Иса Аль Халифа посетил Сочи, где встретился с президентом России Владимиром Путиным.
В декабре 2021 года правительственная делегация во главе с Валентиной Матвиенко посетила с официальным визитом Бахрейн. 